# Текучелу-Сек
Текучелу-Сек (рум. Tecucelu Sec) — село у повіті Галац в Румунії. Входить до складу комуни Бучумень.
Село розташоване на відстані 196 км на північний схід від Бухареста, 82 км на північний захід від Галаца, 132 км на південь від Ясс, 138 км на схід від Брашова.

## Населення
За даними перепису населення 2002 року у селі проживали 549 осіб, усі — румуни. Усі жителі села рідною мовою назвали румунську. У селі діє приватне підприємство.[джерело?]